# Zjawisko meteorologiczne
Za zjawisko meteorologiczne uznaje się różnorakie przejawy procesów i zjawisk fizycznych zachodzących w atmosferze, które mogą być obserwowane w powietrzu lub na powierzchni Ziemi. Do zjawisk meteorologicznych nie zalicza się chmur. Dzieli się je ze względu na ich naturę: może to być obecność wody w różnej postaci (hydrometeory) lub cząstek stałych (litometeory), mogą to być zjawiska świetlne (fotometeory) lub elektryczne (elektrometeory).

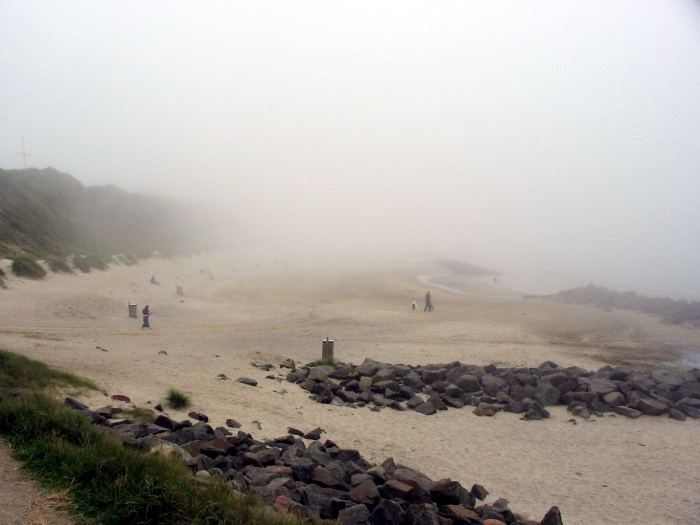
Mgła - przykład hydrometeoru

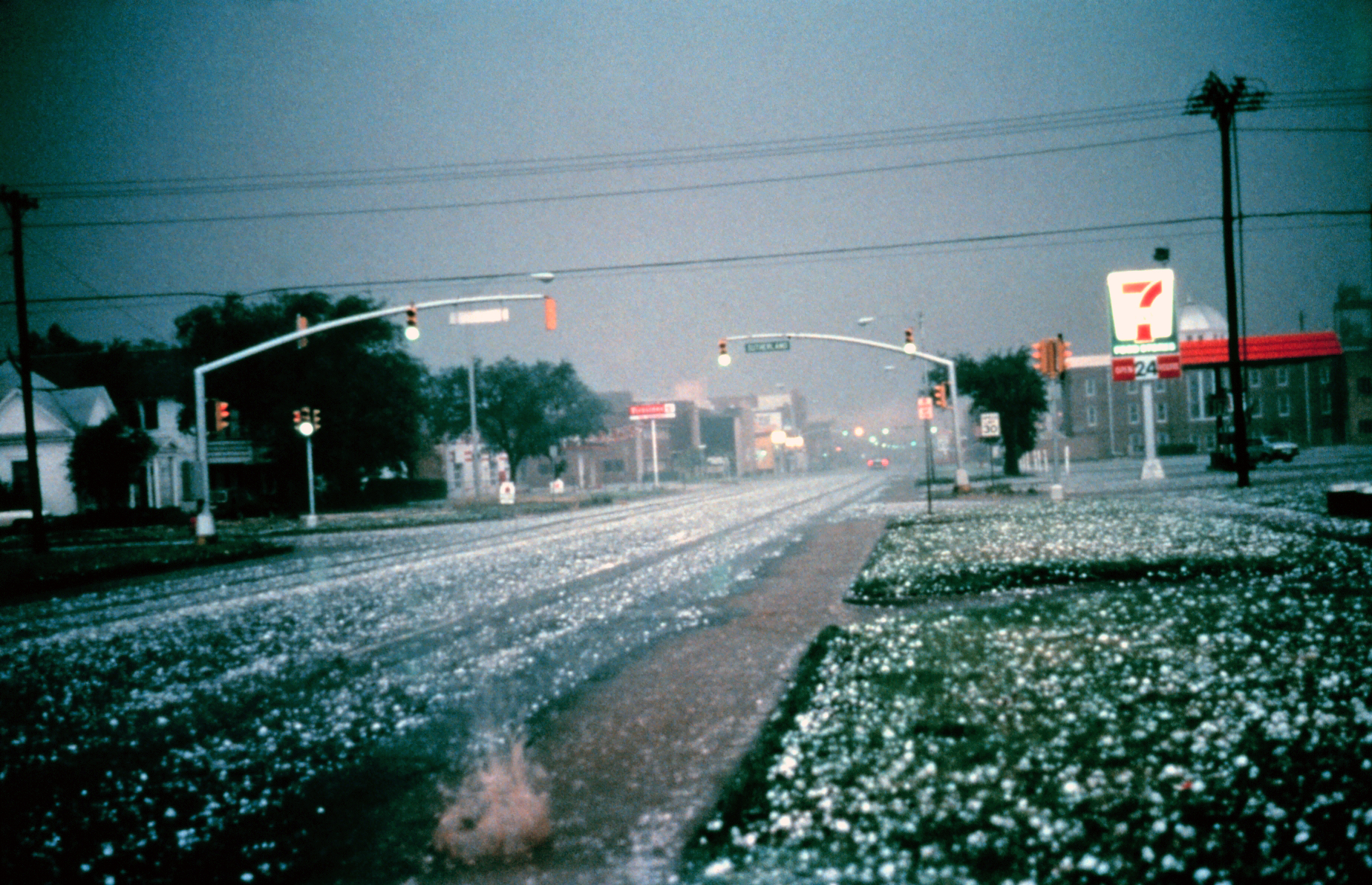
Grad - przykład hydrometeoru

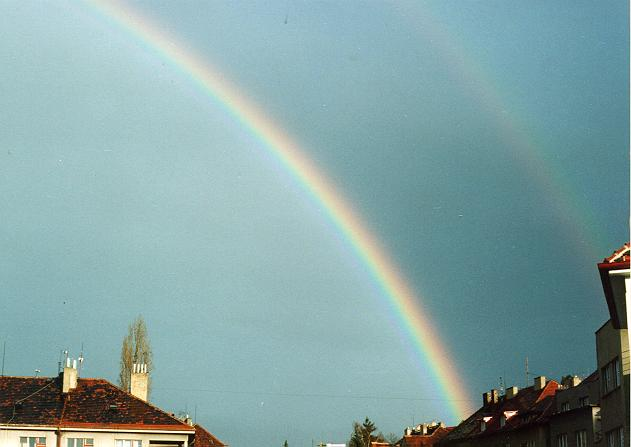
Tęcza - przykład fotometeoru

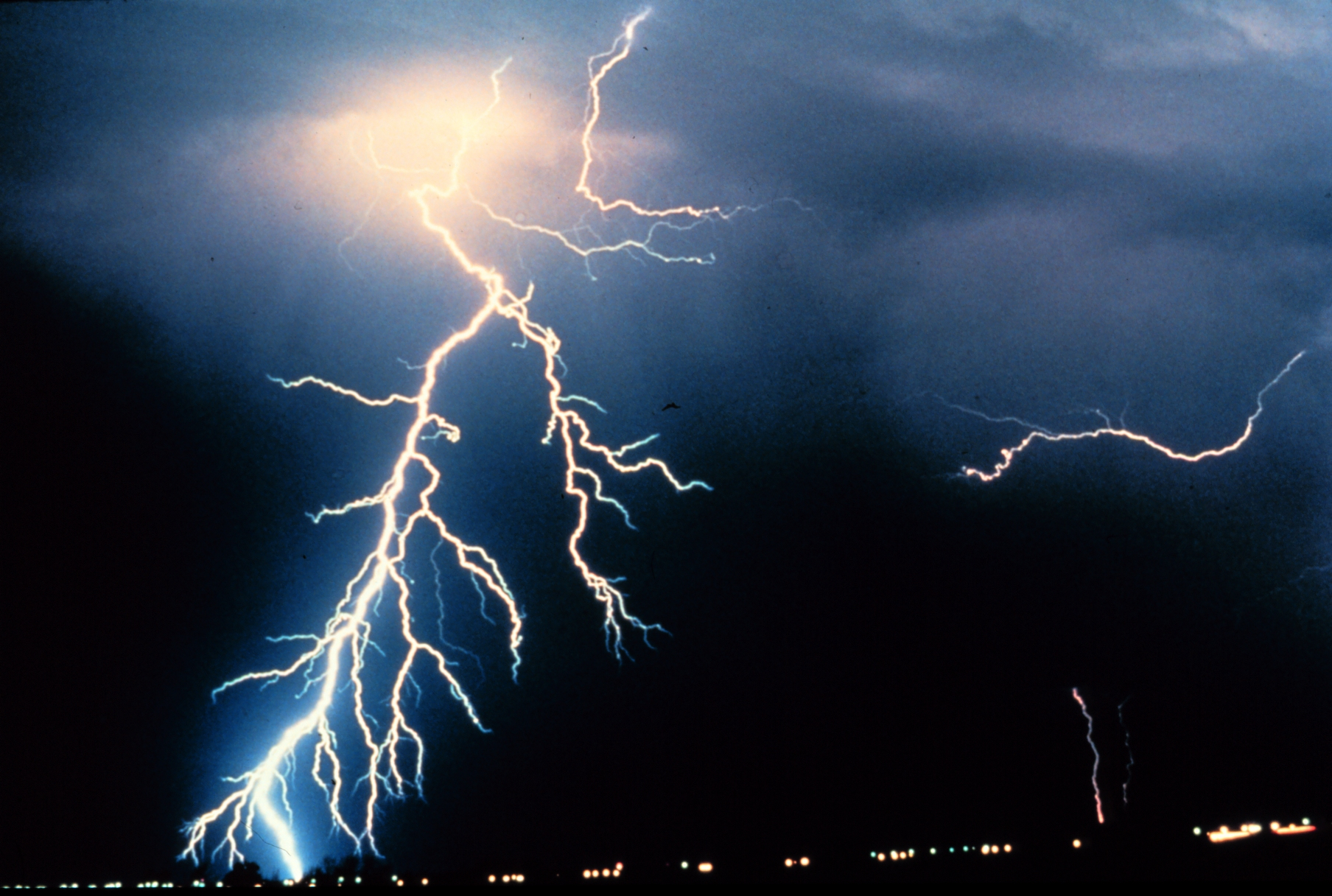
Błyskawica - przykład elektrometeoru

Przykłady zjawisk meteorologicznych:
- hydrometeory
  - deszcz
  - mżawka
  - śnieg
  - krupy śnieżne
  - śnieg ziarnisty
  - ziarna lodowe
  - grad
  - pył diamentowy
  - zamieć śnieżna
  - mgła
  - zamglenie
  - pył wodny
  - rosa
  - szron i gołoledź
  - szadź
  - tornado
- litometeory
  - zmętnienie
  - dymy
  - zamieć pyłowa lub piaskowa
  - wichura pyłowa lub piaskowa
  - wir pyłowy lub piaskowy
- fotometeory
  - halo słoneczne lub księżycowe
  - wieniec wokół Słońca lub Księżyca
  - iryzacja
  - gloria
  - tęcza
  - biała tęcza
  - pierścień Bishopa
  - miraż
  - Zielony promień
- elektrometeory
  - burza
  - błyskawica
  - ognie świętego Elma
  - zorza polarna

Zobacz też: opad atmosferyczny, osad atmosferyczny, mikrofizyka chmur, aerozole atmosferyczne